# Tordenc del Nepal
El tordenc del Nepal (Turdoides nipalensis) és un ocell de la família dels leiotríquids (Leiothrichidae).

## Hàbitat i distribució
Habita densa vegetació secundària i matolls a l'Himàlaia, a l'oest i centre del Nepal.